# 1532
Portal Geschichte | Portal Biografien | Aktuelle Ereignisse | Jahreskalender | Tagesartikel

◄ |
15. Jahrhundert |
16. Jahrhundert
| 17. Jahrhundert | ►

◄ |
1500er |
1510er |
1520er |
1530er
| 1540er | 1550er | 1560er | ►

◄◄ |
◄ |
1528 |
1529 |
1530 |
1531 |
1532
| 1533 | 1534 | 1535 | 1536 | ► | ►►
Staatsoberhäupter  · Nekrolog   · Musikjahr
| Januar | Januar | Januar | Januar | Januar | Januar | Januar | Januar |
| Kw     | Mo     | Di     | Mi     | Do     | Fr     | Sa     | So     |
| ------ | ------ | ------ | ------ | ------ | ------ | ------ | ------ |
| 1      | 1      | 2      | 3      | 4      | 5      | 6      | 7      |
| 2      | 8      | 9      | 10     | 11     | 12     | 13     | 14     |
| 3      | 15     | 16     | 17     | 18     | 19     | 20     | 21     |
| 4      | 22     | 23     | 24     | 25     | 26     | 27     | 28     |
| 5      | 29     | 30     | 31     |        |        |        |        |

| Februar | Februar | Februar | Februar | Februar | Februar | Februar | Februar |
| Kw      | Mo      | Di      | Mi      | Do      | Fr      | Sa      | So      |
| ------- | ------- | ------- | ------- | ------- | ------- | ------- | ------- |
| 5       |         |         |         | 1       | 2       | 3       | 4       |
| 6       | 5       | 6       | 7       | 8       | 9       | 10      | 11      |
| 7       | 12      | 13      | 14      | 15      | 16      | 17      | 18      |
| 8       | 19      | 20      | 21      | 22      | 23      | 24      | 25      |
| 9       | 26      | 27      | 28      | 29      |         |         |         |

| März | März | März | März | März | März | März | März |
| Kw   | Mo   | Di   | Mi   | Do   | Fr   | Sa   | So   |
| ---- | ---- | ---- | ---- | ---- | ---- | ---- | ---- |
| 9    |      |      |      |      | 1    | 2    | 3    |
| 10   | 4    | 5    | 6    | 7    | 8    | 9    | 10   |
| 11   | 11   | 12   | 13   | 14   | 15   | 16   | 17   |
| 12   | 18   | 19   | 20   | 21   | 22   | 23   | 24   |
| 13   | 25   | 26   | 27   | 28   | 29   | 30   | 31   |

| April | April | April | April | April | April | April | April |
| Kw    | Mo    | Di    | Mi    | Do    | Fr    | Sa    | So    |
| ----- | ----- | ----- | ----- | ----- | ----- | ----- | ----- |
| 14    | 1     | 2     | 3     | 4     | 5     | 6     | 7     |
| 15    | 8     | 9     | 10    | 11    | 12    | 13    | 14    |
| 16    | 15    | 16    | 17    | 18    | 19    | 20    | 21    |
| 17    | 22    | 23    | 24    | 25    | 26    | 27    | 28    |
| 18    | 29    | 30    |       |       |       |       |       |

| Mai | Mai | Mai | Mai | Mai | Mai | Mai | Mai |
| Kw  | Mo  | Di  | Mi  | Do  | Fr  | Sa  | So  |
| --- | --- | --- | --- | --- | --- | --- | --- |
| 18  |     |     | 1   | 2   | 3   | 4   | 5   |
| 19  | 6   | 7   | 8   | 9   | 10  | 11  | 12  |
| 20  | 13  | 14  | 15  | 16  | 17  | 18  | 19  |
| 21  | 20  | 21  | 22  | 23  | 24  | 25  | 26  |
| 22  | 27  | 28  | 29  | 30  | 31  |     |     |

| Juni | Juni | Juni | Juni | Juni | Juni | Juni | Juni |
| Kw   | Mo   | Di   | Mi   | Do   | Fr   | Sa   | So   |
| ---- | ---- | ---- | ---- | ---- | ---- | ---- | ---- |
| 22   |      |      |      |      |      | 1    | 2    |
| 23   | 3    | 4    | 5    | 6    | 7    | 8    | 9    |
| 24   | 10   | 11   | 12   | 13   | 14   | 15   | 16   |
| 25   | 17   | 18   | 19   | 20   | 21   | 22   | 23   |
| 26   | 24   | 25   | 26   | 27   | 28   | 29   | 30   |

| Juli | Juli | Juli | Juli | Juli | Juli | Juli | Juli |
| Kw   | Mo   | Di   | Mi   | Do   | Fr   | Sa   | So   |
| ---- | ---- | ---- | ---- | ---- | ---- | ---- | ---- |
| 27   | 1    | 2    | 3    | 4    | 5    | 6    | 7    |
| 28   | 8    | 9    | 10   | 11   | 12   | 13   | 14   |
| 29   | 15   | 16   | 17   | 18   | 19   | 20   | 21   |
| 30   | 22   | 23   | 24   | 25   | 26   | 27   | 28   |
| 31   | 29   | 30   | 31   |      |      |      |      |

| August | August | August | August | August | August | August | August |
| Kw     | Mo     | Di     | Mi     | Do     | Fr     | Sa     | So     |
| ------ | ------ | ------ | ------ | ------ | ------ | ------ | ------ |
| 31     |        |        |        | 1      | 2      | 3      | 4      |
| 32     | 5      | 6      | 7      | 8      | 9      | 10     | 11     |
| 33     | 12     | 13     | 14     | 15     | 16     | 17     | 18     |
| 34     | 19     | 20     | 21     | 22     | 23     | 24     | 25     |
| 35     | 26     | 27     | 28     | 29     | 30     | 31     |        |

| September | September | September | September | September | September | September | September |
| Kw        | Mo        | Di        | Mi        | Do        | Fr        | Sa        | So        |
| --------- | --------- | --------- | --------- | --------- | --------- | --------- | --------- |
| 35        |           |           |           |           |           |           | 1         |
| 36        | 2         | 3         | 4         | 5         | 6         | 7         | 8         |
| 37        | 9         | 10        | 11        | 12        | 13        | 14        | 15        |
| 38        | 16        | 17        | 18        | 19        | 20        | 21        | 22        |
| 39        | 23        | 24        | 25        | 26        | 27        | 28        | 29        |
| 40        | 30        |           |           |           |           |           |           |

| Oktober | Oktober | Oktober | Oktober | Oktober | Oktober | Oktober | Oktober |
| Kw      | Mo      | Di      | Mi      | Do      | Fr      | Sa      | So      |
| ------- | ------- | ------- | ------- | ------- | ------- | ------- | ------- |
| 40      |         | 1       | 2       | 3       | 4       | 5       | 6       |
| 41      | 7       | 8       | 9       | 10      | 11      | 12      | 13      |
| 42      | 14      | 15      | 16      | 17      | 18      | 19      | 20      |
| 43      | 21      | 22      | 23      | 24      | 25      | 26      | 27      |
| 44      | 28      | 29      | 30      | 31      |         |         |         |

| November | November | November | November | November | November | November | November |
| Kw       | Mo       | Di       | Mi       | Do       | Fr       | Sa       | So       |
| -------- | -------- | -------- | -------- | -------- | -------- | -------- | -------- |
| 44       |          |          |          |          | 1        | 2        | 3        |
| 45       | 4        | 5        | 6        | 7        | 8        | 9        | 10       |
| 46       | 11       | 12       | 13       | 14       | 15       | 16       | 17       |
| 47       | 18       | 19       | 20       | 21       | 22       | 23       | 24       |
| 48       | 25       | 26       | 27       | 28       | 29       | 30       |          |

| Dezember | Dezember | Dezember | Dezember | Dezember | Dezember | Dezember | Dezember |
| Kw       | Mo       | Di       | Mi       | Do       | Fr       | Sa       | So       |
| -------- | -------- | -------- | -------- | -------- | -------- | -------- | -------- |
| 48       |          |          |          |          |          |          | 1        |
| 49       | 2        | 3        | 4        | 5        | 6        | 7        | 8        |
| 50       | 9        | 10       | 11       | 12       | 13       | 14       | 15       |
| 51       | 16       | 17       | 18       | 19       | 20       | 21       | 22       |
| 52       | 23       | 24       | 25       | 26       | 27       | 28       | 29       |
| 1        | 30       | 31       |          |          |          |          |          |

| Januar | Januar | Januar | Januar | Januar | Januar | Januar | Januar |
| Kw     | Mo     | Di     | Mi     | Do     | Fr     | Sa     | So     |
| ------ | ------ | ------ | ------ | ------ | ------ | ------ | ------ |
| 1      | 1      | 2      | 3      | 4      | 5      | 6      | 7      |
| 2      | 8      | 9      | 10     | 11     | 12     | 13     | 14     |
| 3      | 15     | 16     | 17     | 18     | 19     | 20     | 21     |
| 4      | 22     | 23     | 24     | 25     | 26     | 27     | 28     |
| 5      | 29     | 30     | 31     |        |        |        |        |

| Februar | Februar | Februar | Februar | Februar | Februar | Februar | Februar |
| Kw      | Mo      | Di      | Mi      | Do      | Fr      | Sa      | So      |
| ------- | ------- | ------- | ------- | ------- | ------- | ------- | ------- |
| 5       |         |         |         | 1       | 2       | 3       | 4       |
| 6       | 5       | 6       | 7       | 8       | 9       | 10      | 11      |
| 7       | 12      | 13      | 14      | 15      | 16      | 17      | 18      |
| 8       | 19      | 20      | 21      | 22      | 23      | 24      | 25      |
| 9       | 26      | 27      | 28      | 29      |         |         |         |

| März | März | März | März | März | März | März | März |
| Kw   | Mo   | Di   | Mi   | Do   | Fr   | Sa   | So   |
| ---- | ---- | ---- | ---- | ---- | ---- | ---- | ---- |
| 9    |      |      |      |      | 1    | 2    | 3    |
| 10   | 4    | 5    | 6    | 7    | 8    | 9    | 10   |
| 11   | 11   | 12   | 13   | 14   | 15   | 16   | 17   |
| 12   | 18   | 19   | 20   | 21   | 22   | 23   | 24   |
| 13   | 25   | 26   | 27   | 28   | 29   | 30   | 31   |

| April | April | April | April | April | April | April | April |
| Kw    | Mo    | Di    | Mi    | Do    | Fr    | Sa    | So    |
| ----- | ----- | ----- | ----- | ----- | ----- | ----- | ----- |
| 14    | 1     | 2     | 3     | 4     | 5     | 6     | 7     |
| 15    | 8     | 9     | 10    | 11    | 12    | 13    | 14    |
| 16    | 15    | 16    | 17    | 18    | 19    | 20    | 21    |
| 17    | 22    | 23    | 24    | 25    | 26    | 27    | 28    |
| 18    | 29    | 30    |       |       |       |       |       |

| Mai | Mai | Mai | Mai | Mai | Mai | Mai | Mai |
| Kw  | Mo  | Di  | Mi  | Do  | Fr  | Sa  | So  |
| --- | --- | --- | --- | --- | --- | --- | --- |
| 18  |     |     | 1   | 2   | 3   | 4   | 5   |
| 19  | 6   | 7   | 8   | 9   | 10  | 11  | 12  |
| 20  | 13  | 14  | 15  | 16  | 17  | 18  | 19  |
| 21  | 20  | 21  | 22  | 23  | 24  | 25  | 26  |
| 22  | 27  | 28  | 29  | 30  | 31  |     |     |

| Juni | Juni | Juni | Juni | Juni | Juni | Juni | Juni |
| Kw   | Mo   | Di   | Mi   | Do   | Fr   | Sa   | So   |
| ---- | ---- | ---- | ---- | ---- | ---- | ---- | ---- |
| 22   |      |      |      |      |      | 1    | 2    |
| 23   | 3    | 4    | 5    | 6    | 7    | 8    | 9    |
| 24   | 10   | 11   | 12   | 13   | 14   | 15   | 16   |
| 25   | 17   | 18   | 19   | 20   | 21   | 22   | 23   |
| 26   | 24   | 25   | 26   | 27   | 28   | 29   | 30   |

| Juli | Juli | Juli | Juli | Juli | Juli | Juli | Juli |
| Kw   | Mo   | Di   | Mi   | Do   | Fr   | Sa   | So   |
| ---- | ---- | ---- | ---- | ---- | ---- | ---- | ---- |
| 27   | 1    | 2    | 3    | 4    | 5    | 6    | 7    |
| 28   | 8    | 9    | 10   | 11   | 12   | 13   | 14   |
| 29   | 15   | 16   | 17   | 18   | 19   | 20   | 21   |
| 30   | 22   | 23   | 24   | 25   | 26   | 27   | 28   |
| 31   | 29   | 30   | 31   |      |      |      |      |

| August | August | August | August | August | August | August | August |
| Kw     | Mo     | Di     | Mi     | Do     | Fr     | Sa     | So     |
| ------ | ------ | ------ | ------ | ------ | ------ | ------ | ------ |
| 31     |        |        |        | 1      | 2      | 3      | 4      |
| 32     | 5      | 6      | 7      | 8      | 9      | 10     | 11     |
| 33     | 12     | 13     | 14     | 15     | 16     | 17     | 18     |
| 34     | 19     | 20     | 21     | 22     | 23     | 24     | 25     |
| 35     | 26     | 27     | 28     | 29     | 30     | 31     |        |

| September | September | September | September | September | September | September | September |
| Kw        | Mo        | Di        | Mi        | Do        | Fr        | Sa        | So        |
| --------- | --------- | --------- | --------- | --------- | --------- | --------- | --------- |
| 35        |           |           |           |           |           |           | 1         |
| 36        | 2         | 3         | 4         | 5         | 6         | 7         | 8         |
| 37        | 9         | 10        | 11        | 12        | 13        | 14        | 15        |
| 38        | 16        | 17        | 18        | 19        | 20        | 21        | 22        |
| 39        | 23        | 24        | 25        | 26        | 27        | 28        | 29        |
| 40        | 30        |           |           |           |           |           |           |

| Oktober | Oktober | Oktober | Oktober | Oktober | Oktober | Oktober | Oktober |
| Kw      | Mo      | Di      | Mi      | Do      | Fr      | Sa      | So      |
| ------- | ------- | ------- | ------- | ------- | ------- | ------- | ------- |
| 40      |         | 1       | 2       | 3       | 4       | 5       | 6       |
| 41      | 7       | 8       | 9       | 10      | 11      | 12      | 13      |
| 42      | 14      | 15      | 16      | 17      | 18      | 19      | 20      |
| 43      | 21      | 22      | 23      | 24      | 25      | 26      | 27      |
| 44      | 28      | 29      | 30      | 31      |         |         |         |

| November | November | November | November | November | November | November | November |
| Kw       | Mo       | Di       | Mi       | Do       | Fr       | Sa       | So       |
| -------- | -------- | -------- | -------- | -------- | -------- | -------- | -------- |
| 44       |          |          |          |          | 1        | 2        | 3        |
| 45       | 4        | 5        | 6        | 7        | 8        | 9        | 10       |
| 46       | 11       | 12       | 13       | 14       | 15       | 16       | 17       |
| 47       | 18       | 19       | 20       | 21       | 22       | 23       | 24       |
| 48       | 25       | 26       | 27       | 28       | 29       | 30       |          |

| Dezember | Dezember | Dezember | Dezember | Dezember | Dezember | Dezember | Dezember |
| Kw       | Mo       | Di       | Mi       | Do       | Fr       | Sa       | So       |
| -------- | -------- | -------- | -------- | -------- | -------- | -------- | -------- |
| 48       |          |          |          |          |          |          | 1        |
| 49       | 2        | 3        | 4        | 5        | 6        | 7        | 8        |
| 50       | 9        | 10       | 11       | 12       | 13       | 14       | 15       |
| 51       | 16       | 17       | 18       | 19       | 20       | 21       | 22       |
| 52       | 23       | 24       | 25       | 26       | 27       | 28       | 29       |
| 1        | 30       | 31       |          |          |          |          |          |

## Ereignisse

### Politik und Weltgeschehen

#### Heiliges Römisches Reich
- Im Januar wird der Bremer Rat gezwungen, den bisherigen Bürgerweideausschuss von 40 auf 104 gewählte Männer, jeweils 26 Vertreter aus jedem der vier Kirchspiele, zu erweitern. Der Rat der 104 gilt als die erste Bürgerschaft in Bremen.
- 15. April: Der Tiroler Bauernführer Michael Gaismair wird auf seinem Anwesen in Padua von gedungenen Mördern überfallen und erstochen.
- 23. Juli: Kaiser Karl V. und die Protestanten vereinbaren im Nürnberger Religionsfrieden zum ersten Mal (befristet) eine gegenseitige Rechts- und Friedensgarantie für die gegenwärtigen „konfessionellen Besitzstände“.
- 27. Juli: Auf dem Reichstag zu Regensburg erlässt Kaiser Karl V. mit der Constitutio Criminalis Carolina das erste Strafgesetz mit einer Strafprozessordnung in Deutschland. Basis des Gesetzes ist die 1507 unter Leitung von Johann Freiherr von Schwarzenberg verfasste Bambergische Peinliche Halsgerichtsordnung (Constitutio Criminalis Bambergensis).
- 16. August: Nach dem Tod von Johann dem Beständigen wird sein Sohn Johann Friedrich I. Kurfürst von Sachsen.
- 2. Dezember: Nachdem der Aufstand der 104 Männer in Bremen an der Uneinigkeit in der Stadt gescheitert ist, werden die wichtigsten Repräsentanten der 104 hingerichtet.
- 13. Dezember: Der Galgenkrieg in der Eidgenossenschaft zwischen Basel und Solothurn wird endgültig beigelegt.
- In Münster gewinnen die „Wiedertäufer“ immer mehr die Oberhand.

#### Türkenkriege in Europa
- Juni: Ein türkisches Heer dringt wieder über Ungarn in Richtung Wien vor.

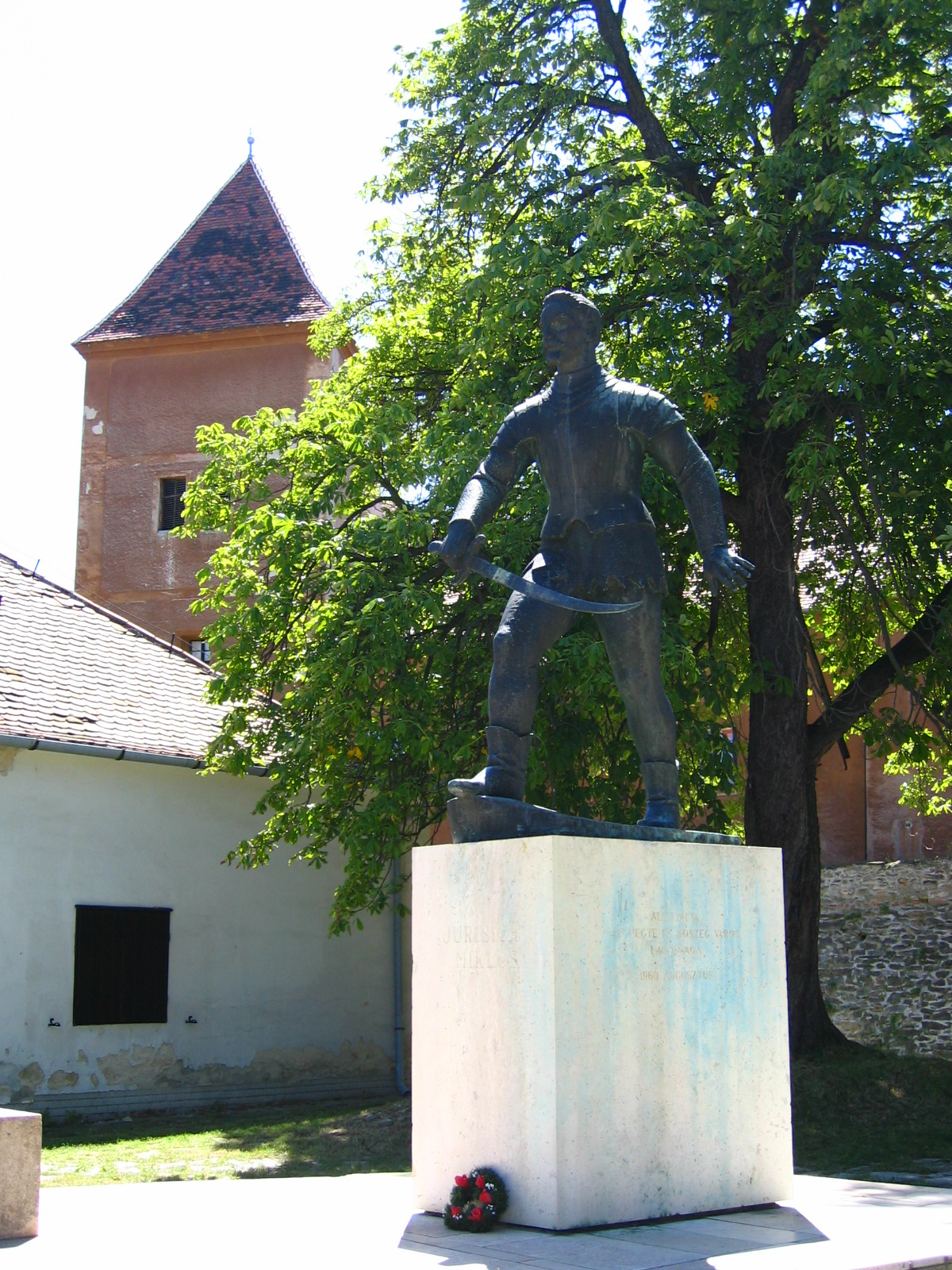
Statue von Miklós Jurisics in Kőszeg, Ungarn

- 5. bis 30. August: Bei der Belagerung von Kőszeg durch die Osmanen können sich die Verteidiger der Stadt, unter ihrem Feldherrn Nikola Jurišić, gegen die Belagerer behaupten.
- September: Ein kaiserliches Entsatzheer von ca. 80.000 Mann veranlasst das vor Wien stehende Heer Sultan Süleyman I. zum Rückzug.
- 19. September: Das Gros der türkischen Streiftruppen, die unter Kasim Bey tief ins südliche Niederösterreich vorgedrungen waren, wird auf dem Rückzug im Raum Leobersdorf–Enzesfeld-Lindabrunn–Wiener Neustadt–Neunkirchen von weit überlegenen Truppen aus dem Heiligen Römischen Reich und den habsburgischen Erbländern gestellt und vernichtend geschlagen.
- Der kaiserliche Admiral Andrea Doria kann mehrere südgriechische Städte von den Türken zurückerobern.

#### Asien
- Der Osmanisch-Safawidische Krieg, eine militärische Auseinandersetzung zwischen dem Osmanischen Reich unter Süleyman I. und dem persischen Safawiden-Reich unter Tahmasp I., die mit Unterbrechungen bis 1555 dauern wird, beginnt.

#### Amerika
- 22. Januar: Eine portugiesische Expedition unter Martim Afonso de Sousa gründet am Gedenktag des Hl. Vinzenz an der brasilianischen Küste im heutigen Bundesstaat São Paulo den Ort São Vicente, die erste europäische Siedlung in Brasilien.

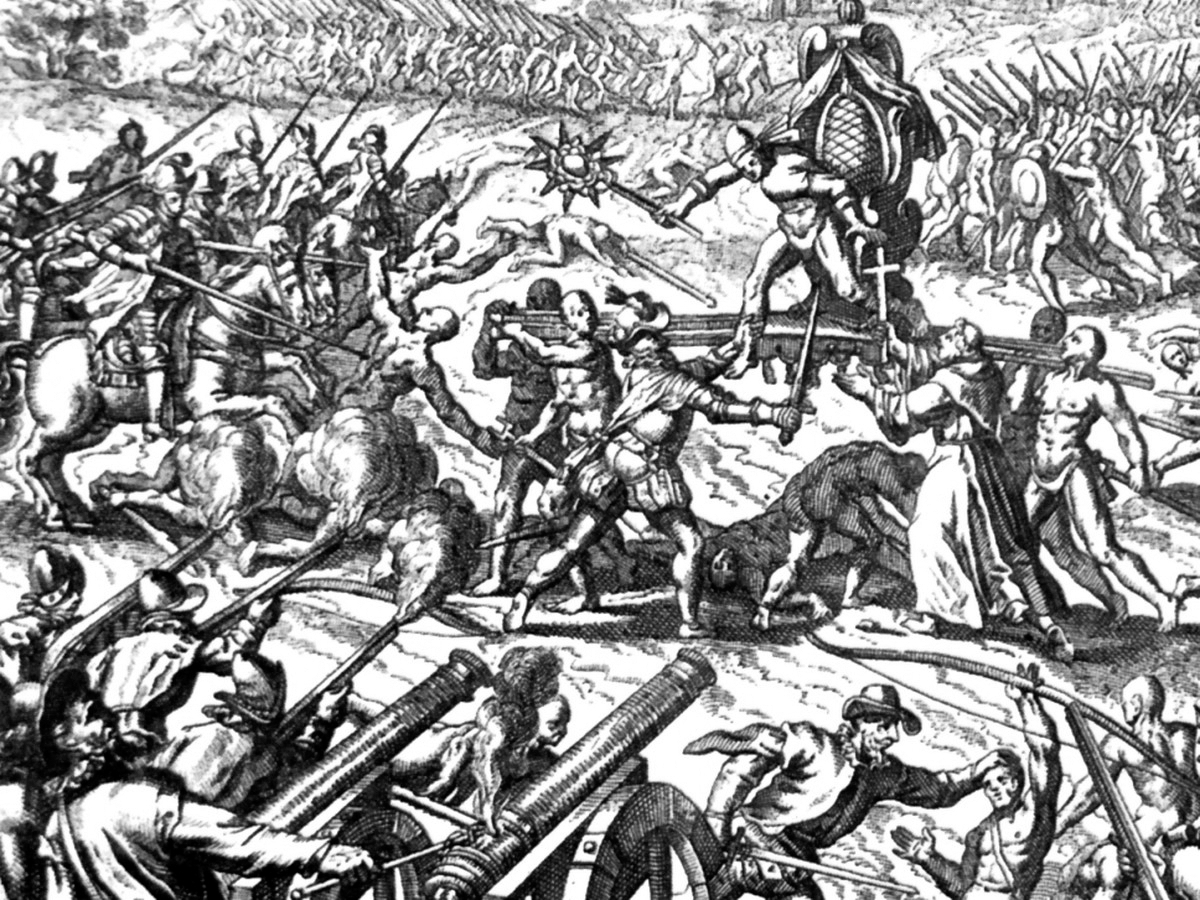
Schlacht von Cajamarca

- November: Nach mehrjährigem Bürgerkrieg im Inkareich besiegt die Armee Atahualpas seinen Bruder Huáscar.
- 16. November: Schlacht von Cajamarca: Rund 160 spanische Konquistadoren unter der Führung von Francisco Pizarro nehmen Atahualpa im Handstreich gefangen

### Kultur
- Nachdem am 4. Januar postum die päpstliche Druckgenehmigung erfolgt ist, wird Niccolò Machiavellis Buch Il Principe erstmals veröffentlicht.
- François Rabelais erster Teil des Romanzyklus Gargantua und Pantagruel erscheint.
- Ludovico Ariosto stellt die letzte Fassung seines Orlando furioso fertig.

### Religion
- Der Täufer Andreas Fischer löst Oswald Glaidt als Führer der Sabbather in Mähren ab.
- Anschluss der Waldenser an die Calvinistische Reformation: Resolutionen von Chanforan vom 12. September 1532

### Katastrophen
- 2. November: Sturmflut an der deutschen Nordseeküste. Bei einer sog. Allerheiligenflut wird die Insel Nordstrand überflutet. In Ostfriesland werden nach Deichbrüchen die Dörfer Osterbur und Ostbense zerstört. Mehr als 1000 Menschen sterben.

## Historische Karten und Ansichten

Weltkarte 1532 von Sebastian Münster: Typi cosmographici et declaratio et usus, per Sebastianum Munsterum

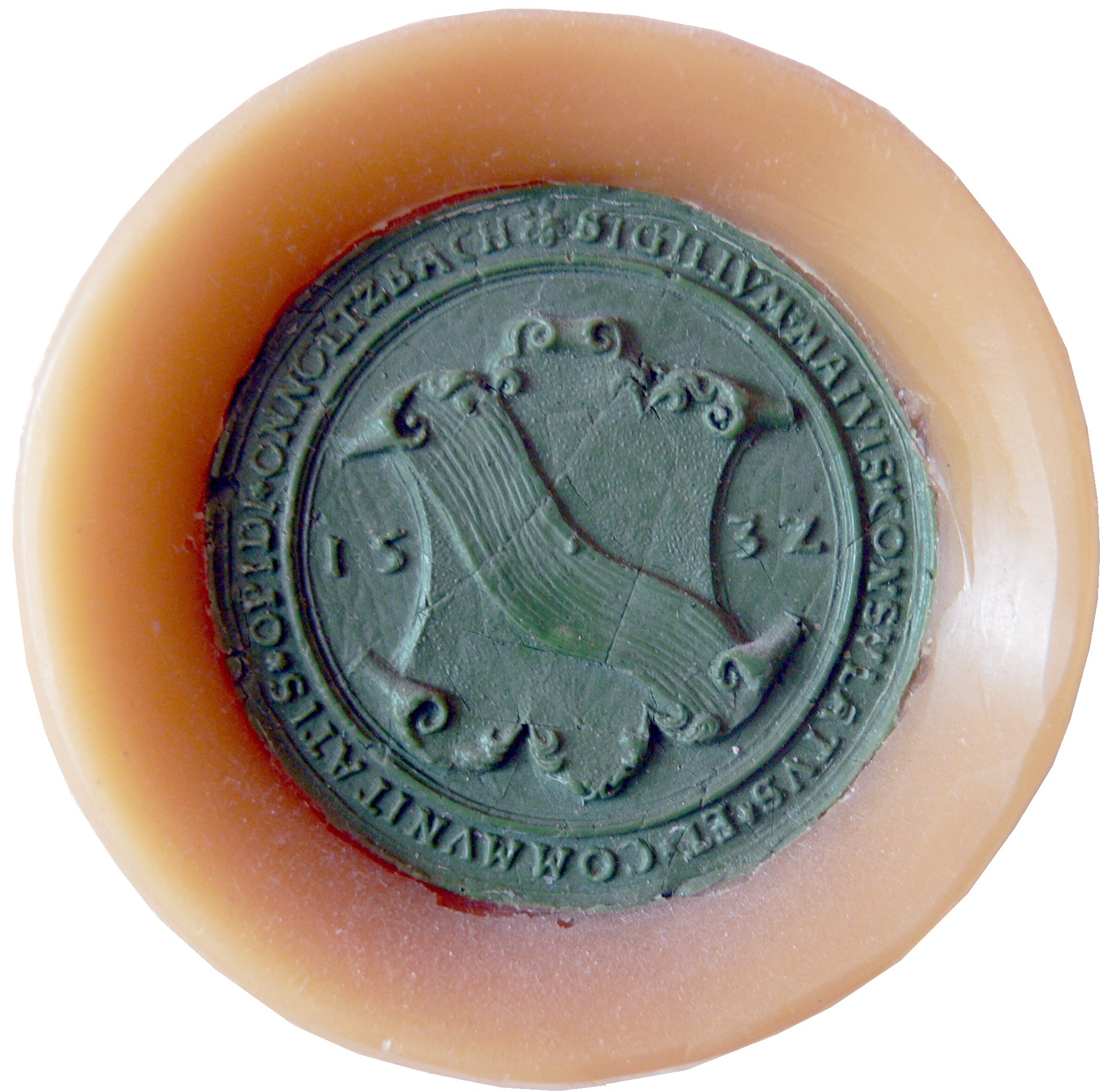
Stadtsiegel von Ansbach 1532

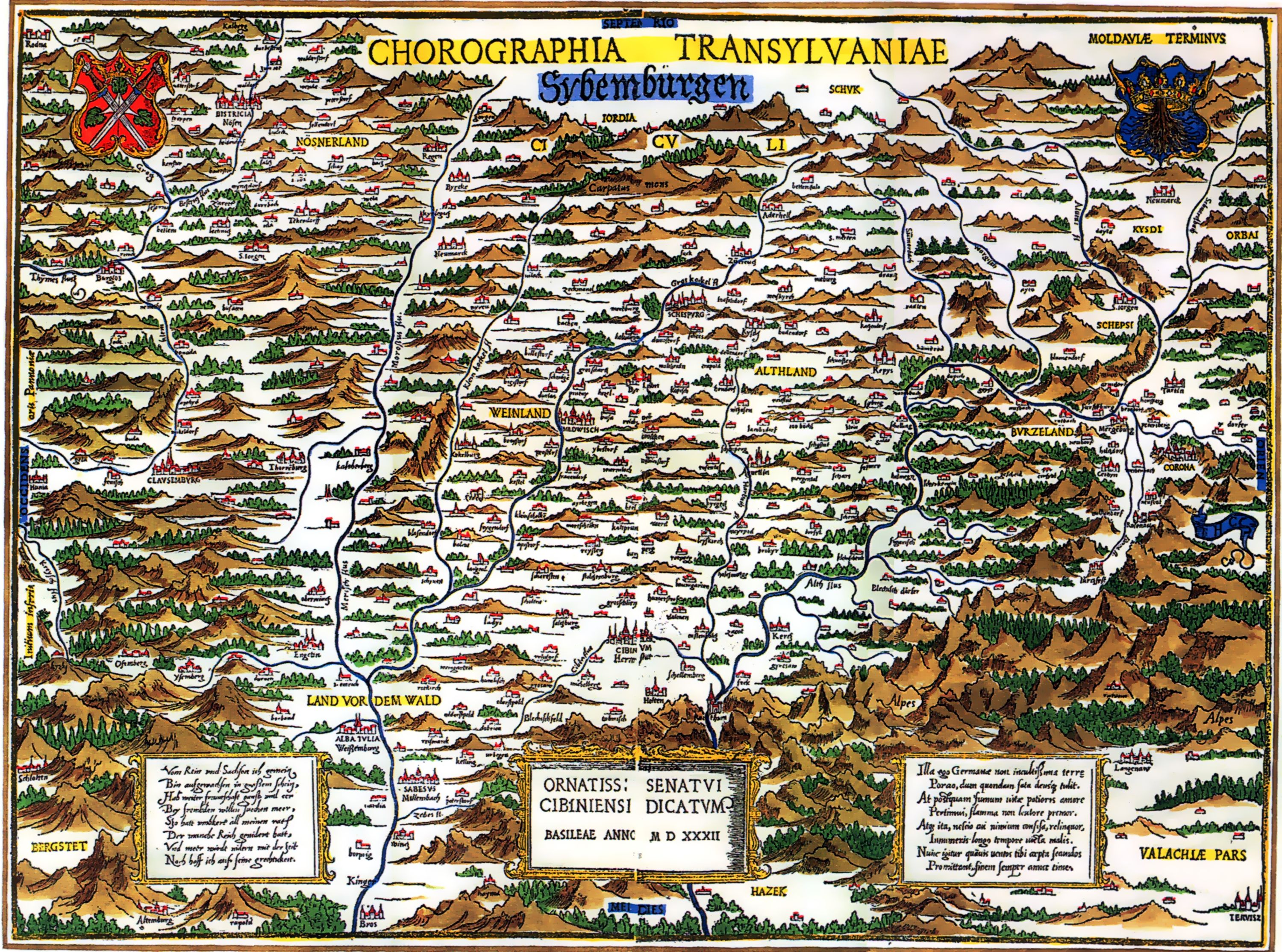
Johannes Honterus: Karte von Siebenbürgen 1532

## Geboren

### Geburtsdatum gesichert
- 21. Januar: Ludwig Helmbold, lutherischer Kirchenliederdichter († 1598)
- 25. Januar: Owen Günther, deutscher Philosoph († 1615)
- 29. Januar: Lorenz Dürnhofer, deutscher evangelischer Theologe († 1594)
- 03. April: Jacob Kleinhempel, erzgebirgischer Hammerherr († 1604)
- 21. April: Martin Schalling der Jüngere, deutscher lutherischer Theologe und Reformator († 1608)
- 23. April: Anna Maria von Braunschweig-Calenberg-Göttingen, Herzogin von Preußen († 1568)
- 06. Juni: Giulio Antonio Santorio, italienischer Kardinal der Römischen Kirche († 1602)
- 24. Juni: Edzard II. aus dem Hause Cirksena, Graf von Ostfriesland († 1599)
- 24. Juni: Robert Dudley, 1. Earl of Leicester, englischer Adeliger († 1588)
- 24. Juni: Wilhelm IV., Landgraf von Hessen-Kassel († 1592)
- 01. Juli: Marino Grimani, 89. Doge von Venedig († 1605)
- 04. Juli: Friedrich Widebrand, deutscher evangelischer Theologe († 1585)
- 05. Juli: Anna, Gräfin von Tecklenburg, Bentheim und Steinfurt († 1582)
- 12. Juli: Mechthild von Bayern, Frau des Markgrafen Philibert von Baden († 1565)
- 29. Juli: Georg Lysthenius, deutscher lutherischer Theologe († 1596)
- 07. Oktober: Vojtěch von Pernstein, böhmisch-mährischer Adliger († 1561)
- 23. Oktober: Joachim Cureus, deutscher theologischer Schriftsteller, Historiker und Mediziner († 1573)
- 16. November: Clara von Braunschweig-Wolfenbüttel, Äbtissin von Gandersheim und Herzogin von Braunschweig-Grubenhagen († 1595)

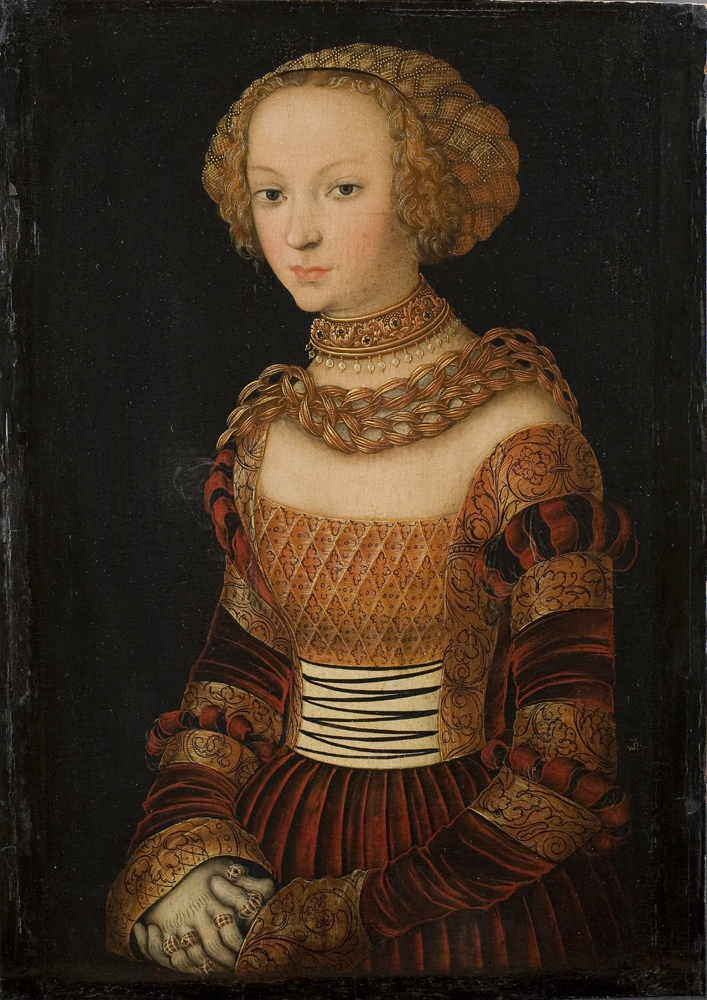
Anna von Dänemark, Kurfürstin von Sachsen

- 22. November: Anna von Dänemark und Norwegen, Kurfürstin von Sachsen († 1585)
- 20. Dezember: Johann Günther I., Graf von Schwarzburg-Sondershausen († 1586)
- 26. Dezember: Guilielmus Xylander, deutscher Gelehrter und Humanist († 1576)

### Genaues Geburtsdatum unbekannt
- William Allen, englischer Kardinal († 1594)
- Bernhard IV. von Angelach-Angelach, deutscher Reichsritter († 1599)
- John Hawkins, englischer Seefahrer und Pirat († 1595)
- Salentin von Isenburg, Erzbischof von Köln († 1610)
- Orlando di Lasso, Komponist († 1594)
- Francis Walsingham, englischer Adeliger, Diplomat und Politiker; begründete den britischen Geheimdienst und vereitelte mehrere Attentate auf Elisabeth I. von England  († 1590)
- Artemi Werkolski, russischer Bauernsohn, Heiliger der russisch-orthodoxen Kirche († 1545)

### Geboren um 1532
- 1531/1532: Sofonisba Anguissola, italienische Malerin der Renaissance († 1625)
- Giacomo della Porta, italienischer Architekt und Bildhauer († 1602)

## Gestorben

### Todesdatum gesichert
- 07. Januar: Hugo von Hohenlandenberg, Fürstbischof von Konstanz (* 1457)
- 19. Februar: Heinrich I., Herzog von Braunschweig-Lüneburg (* 1468)
- 29. Februar: Johann III. von Rosenberg, Großprior der Johanniter-Ordens und Adeliger aus dem Hause Rosenberg (* 1484)
- 27. März: Johann II., Herzog von Oppeln und Ratibor (* um 1460)

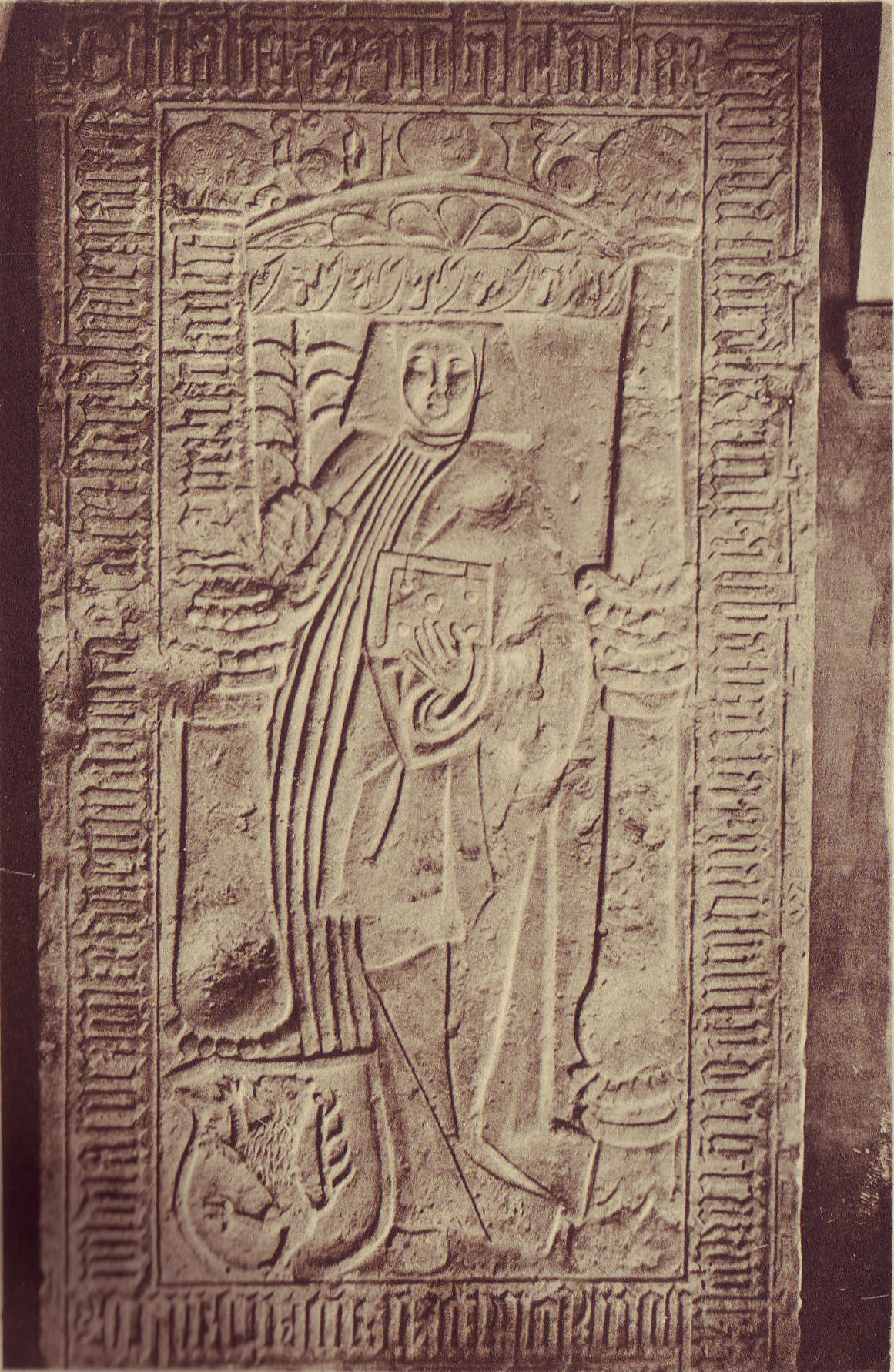
Grabplatte der Elisabeth von Weida

- 11. April: Elisabeth von Weida, Äbtissin des Stiftes Gernrode und Frose (* 1460/61)
- 11. April: Sōchō, japanischer Schriftsteller (* 1448)
- 14. April: Augustin, Bischof von Grasse (* 1482)
- 15. April: Michael Gaismair, Tiroler Bauernführer (* 1490)
- 05. Mai: Philipp Adler, Augsburger Kaufmann (* 1461)
- 19. Mai: Joachim Slüter, niederdeutscher Reformator (* 1490)
- 01. Juli: Bernardino Luini, italienischer Maler (* vor 1482)
- 08. Juli: Andrea Briosco, italienischer Bildhauer, Goldschmied und Medailleur (* 1470)
- 12. Juli: François II. de La Tour, Vicomte von Turenne, französischer Diplomat und Militär (* 1497)
- 16. August: Johann der Beständige, Kurfürst von Sachsen (* 1468)
- 19. August: Caritas Pirckheimer, Äbtissin des Klarissenklosters in Nürnberg und Verfechterin der Glaubens- und Gewissensfreiheit (* 1467)
- 22. August: William Warham, Erzbischof von Canterbury (* 1450)
- 09. September: Bartholomäus Arnoldi, deutscher Professor der Philosophie und Theologie (* um 1465)
- 20. September: Heinrich Stackmann, deutscher Mediziner, Philologe, Physiker, Dichter und Humanist (* 1485)
- 01. Oktober: Jan Gossaert, niederländischer Maler (* um 1478)
- 03. Oktober: Alfonso de Valdés, spanischer Humanist, Sekretär und Politiker (* um 1490)
- 16. Oktober: Gottschalck Lunte, Bürgermeister der Hansestadt Lübeck (* vor 1500)
- 12. November: Aegidius de Viterbo, Kardinal, Theologe und Humanist (* 1469)
- 17. November: Tullio Lombardo, italienischer Bildhauer und Architekt der Frührenaissance (* 1455)
- 03. Dezember: Ludwig II., Pfalzgraf und Herzog von Pfalz-Zweibrücken (* 1502)
- 11. Dezember: Pietro Accolti, Bischof von Ancona und Kardinal (* 1455)

### Genaues Todesdatum unbekannt
- Johanna von Merode zu Schloßberg, Herrin der Burg Stolberg im Rheinland